# Leucorchestris porti
Leucorchestris porti là một loài nhện trong họ Sparassidae.
Loài này thuộc chi Leucorchestris. Leucorchestris porti được George Newbold Lawrence miêu tả năm 1965.